# Bandera de la región de Magallanes y de la Antártica Chilena
La bandera de la Región de Magallanes y de la Antártica Chilena es, hasta el momento, una de las cinco banderas regionales adoptadas por alguna región de Chile cuyo rango es oficial; las otras son las de Atacama, Coquimbo, Los Ríos y Los Lagos.
Junto con otros símbolos regionales, la bandera fue adoptada oficialmente por el Consejo Regional mediante la resolución N° 42, promulgada el 15 de octubre de 1996 y publicada el 5 de febrero de 1997.

## Diseño y significado
La bandera regional consiste en un paño dividido en dos campos: el superior es de color azul, donde está colocada la Cruz del Sur en blanco y de forma inclinada, mientras que el inferior es de color amarillo ocre, con un borde aserrado que simboliza un horizonte montañoso, resaltando seis cumbres. Ambos campos están separados por una franja blanca angosta que separa el campo amarillo del azul.
Según el significado oficial, el color azul representa al cielo nocturno, en tanto que las cumbres doradas simbolizan la estepa de la región y el blanco señala la nieve que cae frecuentemente en invierno. La Cruz del Sur simboliza la posición austral de la región, el Amarillo representa el coirón que existe en abundancia en la region. .[cita requerida]

## Uso de la bandera

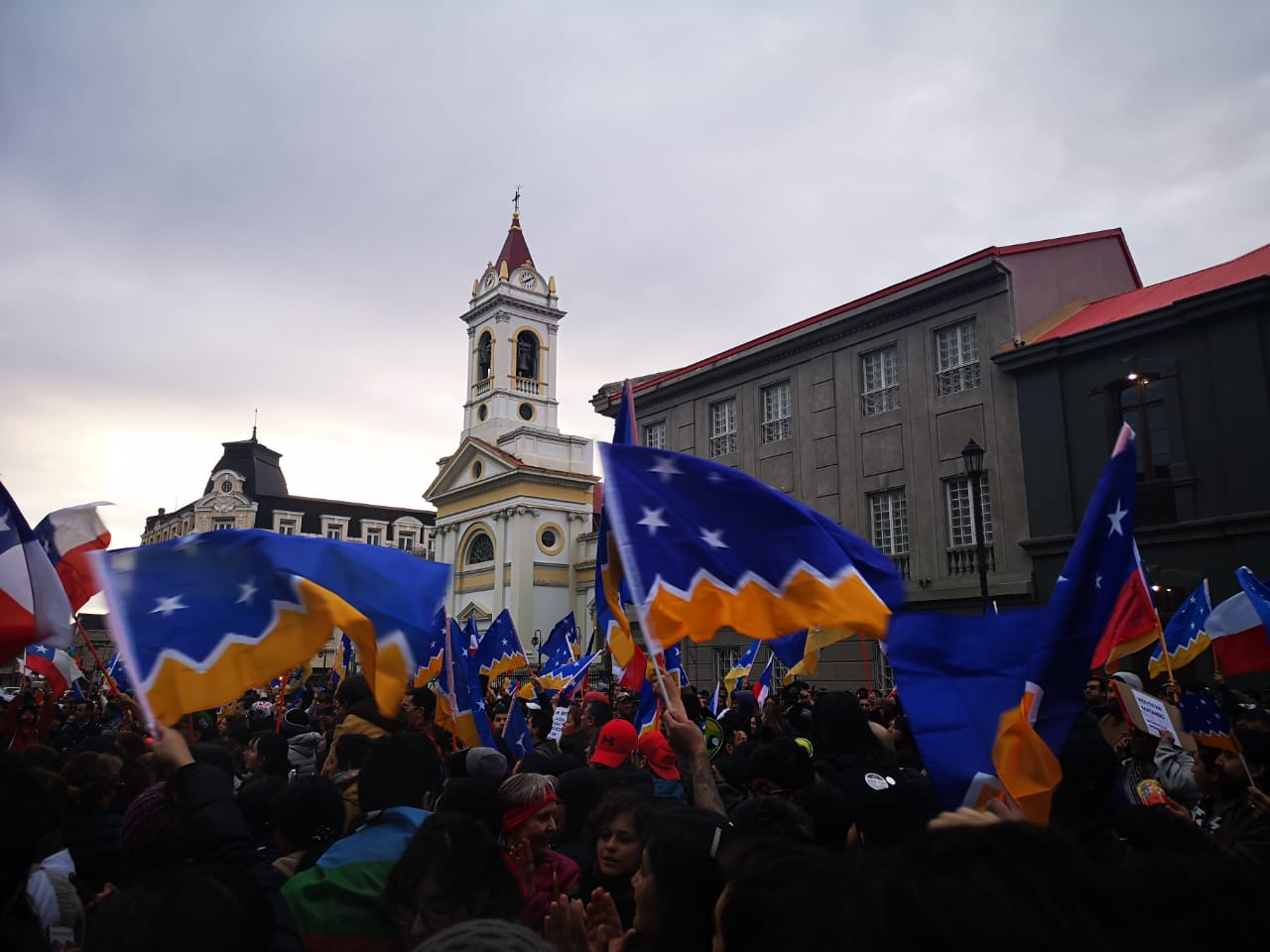
Banderas magallánicas y chilenas durante el estallido social de 2019.

En la actualidad, la bandera magallánica es la única enseña regional usada frecuentemente por los habitantes de la región aludida. Durante las últimas décadas se ha transformado en un símbolo de pertenencia entre la población magallánica hacia su territorio, particularmente ante el surgimiento de un gran movimiento regionalista en la zona.[cita requerida]
La bandera regional debe ser izada obligatoriamente en la región los días 21 de septiembre (conmemoración de la toma de posesión del Estrecho de Magallanes), 29 de septiembre (incorporación de la Patagonia a la República de Chile) y 21 de octubre (Día de la Región de Magallanes y Antártica Chilena, en el cual se conmemora la entrada al Estrecho de Magallanes de la expedición de Magallanes y Elcano en 1520).

## Banderas comunales
Algunas municipalidades de la Región de Magallanes poseen banderas propias.

Cabo de Hornos.